# Харампурське сільське поселення
Харампу́рське сільське поселення (рос. Харампурское сельское поселение) — сільське поселення у складі Пурівського району Ямало-Ненецького автономного округу Тюменської області Росії.
Адміністративний центр та єдиний населений пункт — присілок Харампур.
Населення сільського поселення становить 757 осіб (2017; 737 у 2010, 704 у 2002).
Станом на 2002 рік присілок Харампур перебував у складі Тарко-Салинської селищної ради.